# پراکریت ماگدهی
پراکریت ماگدهی (Māgadhī) زبان هند و آریایی بوده که جایگزین سانسکریت ودایی پیشین در بخش‌هایی از شبه قاره‌های هند شد. این زبان در آسام، اودیشا، بنگال، بیهار و اوتار پرادش امروزی سخنگو داشته‌است و در بعضی از درامها برای نمایش گفتگوهای بومی در درام‌های پراکریت استفاده می‌شود. باور بر این است که این زبان شخصیتهای مهم مذهبی گاوتاما بودا و ماهاویرا بوده‌است  و همچنین زبان دربارهای ماگدها mahajanapada و امپراتوری مائوریا بود. برخی از ویرایش‌های اشوکا در آن سروده شده‌است.